# Contea di Adair (Kentucky)
La contea di Adair in inglese Adair County è una contea dello Stato del Kentucky, negli Stati Uniti. La popolazione al censimento del 2000 era di 17 244 abitanti. Il capoluogo di contea è Columbia.